# Darkoneta arganoi
Darkoneta arganoi is een spinnensoort in de taxonomische indeling van de Leptonetidae. De wetenschappelijke naam van de soort werd voor het eerst geldig gepubliceerd in 1974 door P. M. Brignoli.